# Birdy (cantora)
Jasmine van den Bogaerde (15 de maio de 1996) mais conhecida pelo nome artístico Birdy, é uma cantora, compositora britânica. Ela ganhou a competição de música Open Mic UK em 2008, com 12 anos de idade.
A sua versão de "Skinny Love" de Bon Iver foi lançada em janeiro de 2011, atingindo o Top 20 da UK Singles Chart e em alguns países da Europa. Seu álbum de estreia Birdy foi lançado em 7 de novembro de 2011. Em setembro de 2013 Birdy lançou Fire Within. Seu terceiro álbum foi Beautiful Lies, lançado em 25 de março de 2016.  Seu quarto álbum de estúdio Young Heart foi lançado em 30 de abril de 2021. Seu quinto álbum de estúdio, Portraits , foi lançado em 18 de agosto de 2023.

## Biografia

### 1996-2007:Vida e Início da carreira
Birdy nasceu em 15 de maio de 1996 em Lymington, Reino Unido.  Seu pai é Rupert Oliver Benjamin van den Bogaerde, um escritor e sua mãe é pianista, o que fez Birdy ter contato com a música muito jovem. Aprendeu a tocar o piano aos 4 anos e começou a compor a sua própria música aos sete anos de idade. Estudou na Priestlands School em Lymington, uma pequena escola pública especializada em artes cénicas e visuais. Seu tio-avô foi o ator Sir Dirk Bogarde. Ela é de ascendência inglesa, belga (flamengo) e holandesa.
Seu nome artístico vem de um apelido que seus pais lhe deram em um bebê, porque ela abria a boca como um passarinho quando era alimentada. Sua família a chama Birdy enquanto seus amigos a chamam de Jasmine, seu nome de batismo.

### 2008-2012: Open Mic UK e Primeiras Músicas
Em 2008, aos seus 12 anos, Birdy ganhou o concurso de talentos britânico Open Mic UK, derivado da competição Live and Unsigned. Ganhou tanto na categoria de menores de dezoito anos como o grande prémio, a outros 10 000 concorrentes. Cantou uma canção de sua autoria "So Be Free" diante de 2 000 pessoas.
Depois do concurso, recebeu uma oferta para firmar um contrato discográfico com a Good Soldier Songs Ltd, dirigida por Christian Tattersfield, presidente da Warner Bros. Music UK.  e a discográfica 14th Floor Records. Tattersfield já firmara anteriormente um contrato com outros cantores/compositores como, por exemplo, David Gray. Em 2009, Birdy actuo ao vivo ao piano para o programa radiofónico Pianothonda BBC Radio 3's em Londres.
Em 2011, com 14 anos, Birdy fez um cover da canção "Skinny Love" de Bon Iver . A canção converteu se no seu primeiro êxito nas listas británicas, obtendo o número 17. O single foi a "Canção da semana" pelo DJ de radio britânico Fearne Cotton, o que tevo como resultado que fora adicionado a lista de reprodução da BBC Radio 1 despois de ser lançado no mês de março de 2011. O videoclipe oficial para a canção foi dirigido por Sophie Muller. Além disso, a canção apareceu no episódio de "The Vampire Diaries "The Sun Also Rises", emitido a 5 de maio de 2011. Desde então, Birdy fez diferentes covers como a canção "The A Team" de Ed Sheeran ou a canção "Shelter" de The XX', que também apareceu no episódio "The End of the Affair" de "The Vampire Diaries" , emitido a 29 de setembro. "Skinny Love" chegou ao número 2 nos Países Baixos, e ao Top 30 de iTunes. O 19 de julho de 2011, Birdy atuou na Live Lounge da BBC Radio 1. Nesta sessão, tocou a cover do tema "Shelter" de The XX e a do "The A Team" de Ed Sheeran.
O seu álbum homônimo publicado o 7 de novembro de 2011, com versões cover (mais uma música original escrita por ela o álbum chegou ao número treze no Reino Unido, ao quarenta na Irlanda e ao top 10 na Bélgica e nos Países Baixos) Em agosto de 2012, seu álbum de estreia alcançou a posição 1 na Austrália, enquanto os singles "Skinny Love" e " People Help the People "alcançaram a posição 2 e 10, respectivamente.
Em março de 2012 foi um dos artistas junto com Taylor Swift e Maroon 5, que contribuiu para a trilha sonora de "The Hunger Games" com "Just a game". Em Junho de 2012, Birdy cantou juntamente com a banda britânica Mumford & Sons a canção "Learn Me Right", na trilha sonora do filme da Pixar Brave.
A 7 de agosto de 2012, Birdy lançou seu EP "Live In London", que contém oito canções. Isto inclui sua versão de "The A Team" de Ed Sheeran e sua canção da trilha sonora de The Hunger Games, "Just a Game". Em 29 de Agosto de 2012, Birdy cantou a música de Antony Hegarty "Bird Gerhl" (do álbum dos Antony and the Johnsons I Am a Bird Now), na cerimonia de abertura dos Jogos Paralímpicos de Verão de 2012. Em 16 de fevereiro de 2013, Birdy cantou no Festival de Sanremo 2013, o festival de música italiana mais popular transmitido pela RAI.

### 2013-2015: Fire Within

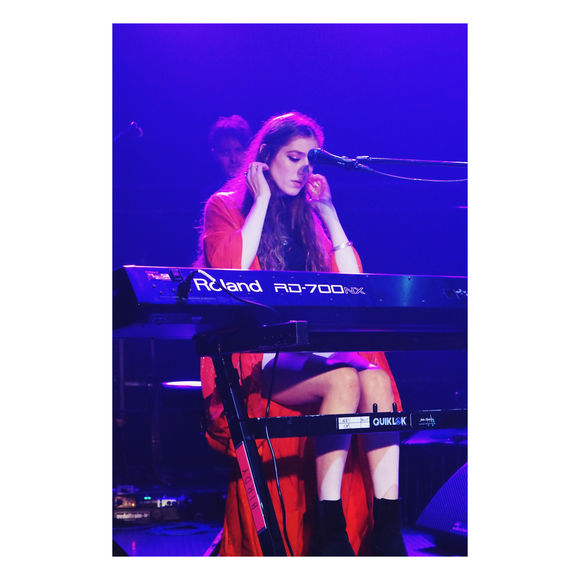

Em 16 de fevereiro de 2013, Birdy cantou no Sanremo Music Festival 2013. Birdy anunciou o seu segundo álbum de estúdio, intitulado "Fire Within", através de um vídeo do YouTube em 10 de julho de 2013. O vídeo inclui cenas de Birdy no estúdio junto com uma pré-visualização de duas músicas, "Wings" e "No Angel", que são ambos destaques no álbum. O primeiro single oficial, "Wings", foi lançado em 22 de julho de 2013 e uma segunda canção, "All You Never Say", foi enviado para os assinantes da lista de discussão de Birdy e postado no YouTube em 15 de agosto de 2013.
A música "Wings" também foi apresentada no episódio " Home " de The Vampire Diaries, que foi ao ar em 15 de maio de 2014 (seu décimo oitavo aniversário).  O álbum foi lançado no Reino Unido e outros países vizinhos em 23 de setembro de 2013 e recebeu críticas principalmente positivas.  Na América do Norte, o álbum foi lançado em 3 de junho de 2014. Um EP subsequente intitulado Breathe foi lançado em 24 de setembro. Nos EUA foi lançado em 1 de outubro de 2013.
Birdy fez turnês pela América e Austrália em 2013. Após seu show no Palais Theatre em Melbourne, Austrália, um crítico a descreveu como uma pianista sensacional que parece ser tímida e retraída, mas cuja voz "ressoa por todo o teatro". A única crítica foi que o que estava "severamente ausente" era qualquer senso de interação com o público.  A turnê também incluiu aparições em programas de TV como Sunrise, no qual ela cantou "Wings".  Enquanto estava em Melbourne, Birdy também cantou "Skinny Love" no Logie Awards em abril de 2013.
Em setembro de 2013, Birdy fez um cover de uma música intitulada "Let Her Go" de Passenger, ao vivo naBBC Radio 1 Kive Lounge.  Esta faixa está no álbum BBC Radio 1 Live Lounge 2013. Em dezembro de 2013, Birdy cantou " Mandela Day " com James Blunt, originalmente do Simple Minds, no NRJ Music Awards como uma homenagem a Nelson Mandela. Também em dezembro de 2013, ela cantou " L'Idole Des Jeunes " com Johnny Hallyday no Le Grand Show. Birdy ganhou o prêmio de Melhor Artista Internacional de Rock/Pop no ECHO Awards 2014, realizado no Messe Berlin em 17 de março de 2014, superando Agnetha Fältskog , Lorde,Katy Perry e Christina Stürmer. Ela cantou "Words As Weapons" durante a apresentação.
Birdy contribuiu com três músicas para a trilha sonora do filme A Culpa É das Estrelas: "Tee Shirt", "Best Shot" (com Jaymes Young) e " Not About Angels". Vídeos para ambos foram lançados. Birdy foi indicada para o maior prêmio da indústria fonográfica britânica o BRIT Awards 2014 como melhor artista britânica solo feminina.

### 2016-2022:Beautiful Lies e Young Heart
Em janeiro de 2016, Birdy lançou "Keeping Your Head Up", o primeiro single de seu terceiro álbum, Beautiful Lies, para o qual ela começou a escrever material em 2014, durante uma turnê pela América. "Beautiful Lies", o segundo single do álbum, foi lançado em fevereiro.  "Wild Horses", o terceiro single do álbum, foi lançado em março.  O álbum foi lançado em 25 de março de 2016. Em 8 de maio de 2016, Birdy cantou 'Wild Horses' na cerimônia de abertura da noite de premiação da Academia Britânica de Artes Cinematográficas e Televisivas (BAFTA), no Royal Festival Hall em Londres.  Ela também foi o rosto da campanha primavera/verão da REDValentino para 2016 e 2017. Em 23 de setembro de 2016, "Beautiful Birds" foi lançado pela Passenger , com participação de Birdy. Em 4 de novembro de 2016, " Find Me" foi lançado pela Sigma, com participação de Birdy. A música alcançou a posição 36 na UK Singles Chart e a primeira na parada Billboard Dance Club Songs em sua edição de 20 de maio de 2017. 
Birdy fez uma extensa turnê após o lançamento de Beautiful Lies, incluindo uma turnê pelos Estados Unidos e uma turnê asiática do Japão a Cingapura. Nessa época, sua banda havia crescido de quatro para cinco, com uma formação quase completamente nova. Os membros da banda eram: Charlotte Hatherley (guitarra), Joel Grainger (violino), Richard Evans (baixo), Jay Sikora (bateria) e Hazel Mills (teclados).
Após uma pausa na música, Birdy lançou um novo single, "Open Your Heart" em 4 de setembro de 2020. Logo depois, foi anunciado um novo EP, Piano Sketches, a ser lançado em 6 de novembro de 2020.  Ele apresenta quatro faixas, principalmente baseadas em piano.
Em 22 de janeiro de 2021, Birdy anunciou seu quarto álbum, Young Heart, por meio de suas redes sociais.  Foi lançado em 30 de abril e apresenta 16 faixas. No mesmo dia do anúncio, "Surrender", o primeiro single de Young Heart foi lançado. Seu segundo single, "Loneliness" foi lançado em 12 de fevereiro. Ela cita Etta James, Joni Mitchell, Nick Drake e Nina Simone como influências no som do álbum e escreveu a maior parte do projeto em Los Angeles e Nashville. Suas músicas favoritas do álbum são "Evergreen", "Little Blue", "Nobody Knows Me Like You Do" e "Young Heart".

### 2023-Presente:Portraits
Em 24 de fevereiro de 2023, Birdy anunciou que lançaria o single principal "Raincatchers" em 3 de março de seu quinto álbum de estúdio Portraits , lançado em 18 de agosto.

## Discografia

### Álbuns de estúdio
| Birdy - Primeiro álbum de estúdio - Lançamento: 7 de Novembro de 2011 - Gravadora: 14th Floor, Atlantic            | 13 | 1  | 1  | 5   | 14 | 1  | 4  | 18 | 3  | 62 | - : 2 000 000 - : 200 000 - : 200 000 - : 405 000 | - : Ouro - : Ouro - : 2× Platina - : Platina - : 3× Platina |
| Fire Within - Segundo álbum de estúdio - Lançamento: 27 de Setembro de 2013 (UK) - Gravadora: 14th Floor, Atlantic | 8  | 5  | 5  | 4   | 5  | 3  | 5  | 9  | 1  | 24 | - : 750 000 - : 130 000 - : 100 000 - : 120,000   | - : Ouro - : Ouro - : Platina - : Ouro                      |
| Beautiful Lies - Terceiro álbum de estúdio - Lançamento: 25 de Março de 2016 - Gravadora: 14th Floor, Atlantic     | 4  | 10 | 7  | 10  | 7  | 8  | 15 | 4  | 2  | 68 | - : 100 000                                       | - : Ouro                                                    |
| Young Heart - Quarto álbum de estúdio - Lançamento: 30 de Abril de 2021 - Gravadora: 14th Floor, Atlantic          | 4  | —  | 19 | 90  | 23 | 18 | —  | 9  | 11 | —  |                                                   |                                                             |
| Portraits - Quinto álbum de estúdio - Lançamento: 18 de Agosto de 2023 - Gravadora: 14th Floor, Atlantic           | 13 | —  | 28 | 102 | 18 | —  | —  | 5  | 10 | —  | - : 5 000                                         |                                                             |
| "—" não foi lançado nesse país ou não chegou às paradas.                                                           |    |    |    |     |    |    |    |    |    |    |                                                   |                                                             |

### Singles
| "Skinny Love"                                            | 2011 | 17 | 2  | 3  | 2   | 73 | 22 | 1  | 2  | 17 | 19 | - ARIA: 6× Platinum - BEA: Platinum - IFPI SWI: Gold - SNEP: Platinum | Birdy           |
| "Shelter"                                                | 2011 | 50 | —  | —  | —   | —  | —  | —  | —  | —  | —  |                                                                       | Birdy           |
| "People Help the People"                                 | 2011 | 33 | 10 | 2  | 7   | 3  | 84 | 5  | —  | 32 | 2  | - ARIA: Platinum - BEA: Platinum - SNEP: Gold                         | Birdy           |
| "1901"                                                   | 2012 | —  | —  | 62 | —   | —  | —  | —  | —  | —  | —  |                                                                       | Birdy           |
| "Wings"                                                  | 2013 | 8  | 25 | 3  | 8   | 15 | 1  | 27 | 17 | 17 | 3  | - BPI: Silver - ARIA: Gold - BEA: Gold - BVMI: Gold - IFPI SWI: Gold  | Fire Within     |
| "No Angel"                                               | 2013 | —  | —  | —  | 168 | —  | 24 | 51 | —  | —  | —  |                                                                       | Fire Within     |
| "Light Me Up"                                            | 2014 | —  | —  | 52 | —   | —  | 22 | —  | —  | —  | —  |                                                                       | Fire Within     |
| "Words As Weapons""                                      | 2014 | —  | —  | 56 | 125 | 63 | 27 | —  | —  | —  | —  |                                                                       | Fire Within     |
| "Let It All Go" (Birdy & Rhodes)                         | 2015 | 58 | —  | 34 | —   | —  | 78 | —  | —  | —  | 14 |                                                                       | Wishes (Rhodes) |
| "Keeping Your Head Up"                                   | 2016 | 57 | —  | 47 | 26  | 34 | 48 | 64 | —  | 27 | 47 | - BPI: Silver                                                         | Beautiful Lies  |
| "Wild Horses"                                            | 2016 | 75 | —  | 42 | —   | —  | —  | —  | —  | 33 | —  |                                                                       | Beautiful Lies  |
| "Words"                                                  | 2016 | —  | —  | —  | —   | —  | —  | —  | —  | —  | —  |                                                                       | Beautiful Lies  |
| "Surrender"                                              | 2021 | —  | —  | —  | —   | —  | —  | —  | —  | —  | —  |                                                                       | Young Heart     |
| "Loneliness"                                             | 2021 | —  | —  | —  | —   | —  | —  | —  | —  | —  | —  |                                                                       | Young Heart     |
| "Deepest Lonely"                                         | 2021 | —  | —  | —  | —   | —  | —  | —  | —  | —  | —  |                                                                       | Young Heart     |
| "Second Hands News"                                      | 2021 | —  | —  | —  | —   | —  | —  | —  | —  | —  | —  |                                                                       | Young Heart     |
| "Raincatchers"                                           | 2023 | —  | —  | —  | —   | —  | —  | —  | —  | —  | —  |                                                                       | Portraits       |
| "Heartbreaker"                                           | 2023 | —  | —  | —  | —   | —  | —  | —  | —  | —  | —  |                                                                       | Portraits       |
| "—" não foi lançado nesse país ou não chegou às paradas. |      |    |    |    |     |    |    |    |    |    |    |                                                                       |                 |